# Freycinetia fusifolia
Freycinetia fusifolia är en enhjärtbladig växtart som beskrevs av Huynh. Freycinetia fusifolia ingår i släktet Freycinetia och familjen Pandanaceae. Inga underarter finns listade.